# Ludvík Armbruster

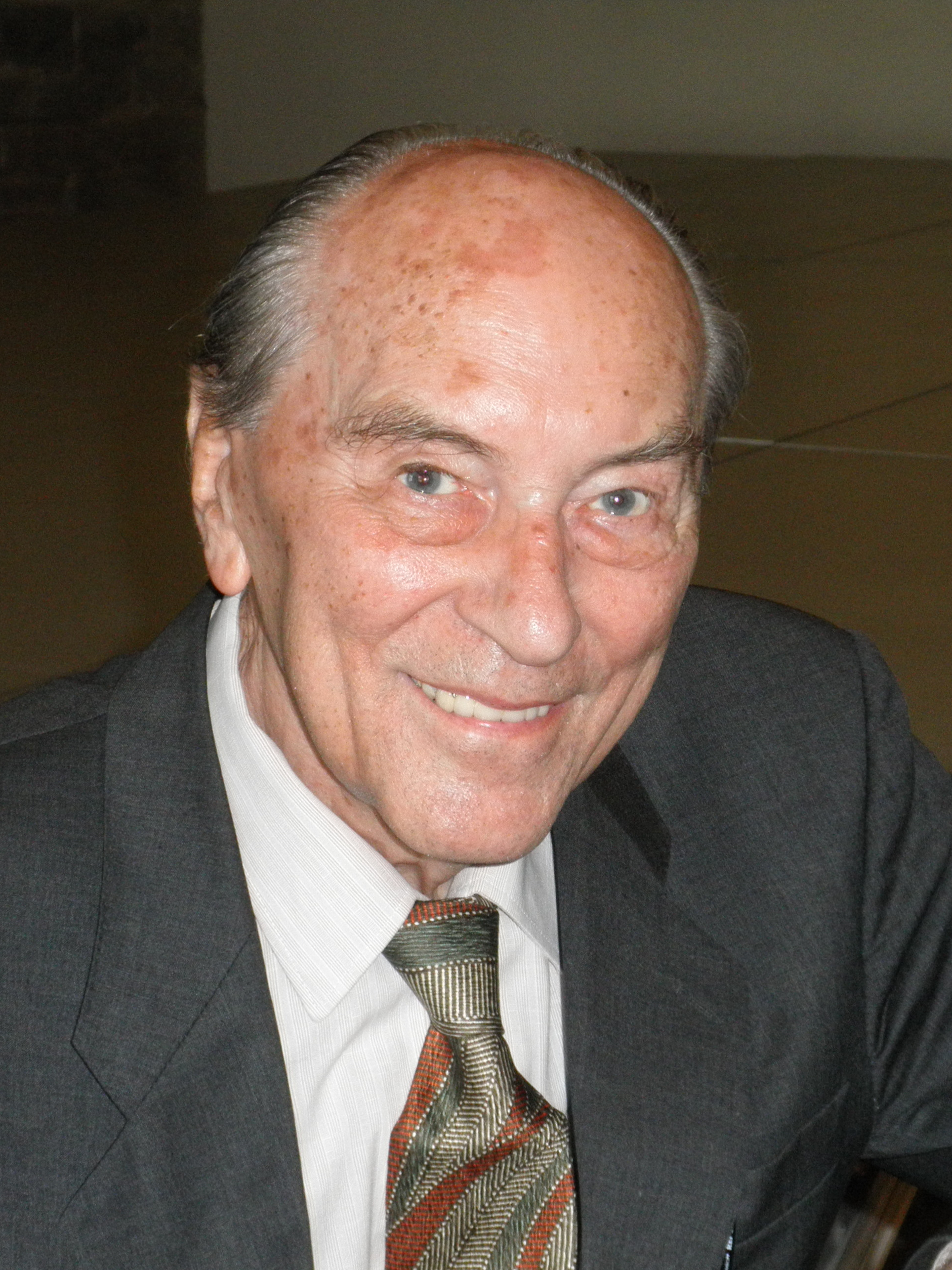
Ludvík Armbruster (2012)

Ludvík Armbruster SJ (* 16. Mai 1928 in Prag; † 18. Dezember 2021 ebenda) war ein aus der Tschechoslowakei stammender österreichischer Philosoph.

## Leben
Ludvík Armbruster besuchte von 1934 bis 1939 die reformierte allgemeine Schule in Nusle, einem Stadtviertel in Prag, und bis 1947 das staatliche Realgymnasium in Vyšehrad in Prag. Nach dem Abitur trat er der Ordensgemeinschaft der Jesuiten bei. Es folgte ein Studium der Theologie in Děčín. 1950 wurde er inhaftiert und als unerwünschter Ausländer ausgebürgert. Armbruster studierte daraufhin an der Gregorianischen Universität in Rom weiter. Daneben lernte er Japanisch und besuchte die Sophia-Universität in Tokio, an der er in Philosophie promoviert wurde. Anschließend studierte Armbruster an der Philosophisch-Theologischen Hochschule Sankt Georgen in Frankfurt am Main und machte 1960 dort seinen Abschluss in katholischer Theologie. In Frankfurt am Main empfing er 1959 die Priesterweihe.
Ludvik Armbruster kehrte 1961 nach Japan zurück und lehrte 36 Jahre lang zunächst als Dozent, später als „associated professor“ und ab 1969 als ordentlicher Professor Philosophie an der katholischen Sophia-Universität in Tokio. Daneben war er von 1965 bis 1970 Regens des Priesterseminars in Tokio und übernahm zudem von 1975 bis 1983 die Leitung der Zentralbibliothek der Sophia-Universität. Ab 1990 besuchte er regelmäßig Tschechien und 1999 kehrte er in seine tschechische Heimat zurück.
2002 erhielt er den Ruf an die Prager Karls-Universität, um als Dekan den Neuaufbau der Katholisch-Theologischen Fakultät voranzutreiben.
2006 wurde Armbruster für sein Lebenswerk das Österreichische Ehrenkreuz für Wissenschaft und Kunst I. Klasse verliehen.

## Wirken
Seine Forschung war durch das Leben in völlig fremder Umgebung unter fremden Religionen geprägt. Seine philosophischen Ansichten waren Antworten auf aktuelle Fragen des Nachkriegs-Japan. Seine Aufgabe an der japanischen Universität sah er in der Vermittlung moderner europäischer Gedanken. Dabei konzentrierte er sich vor allem auf den deutschen Idealismus Kants und Hegels und die Phänomenologie und den Existenzialismus von deren Schülern.

## Bibliographie

### Veröffentlichungen in Japan
(Deutsche Übersetzung der Titel)
- Objekt und Transzendenz bei Jaspers. Sein Gegenstandbegriff und die Möglichkeit der Metaphysik, Innsbruck 1957.
- Begriff der Zeit beim späten Schelling, Tokio 1963
- An der Grenze zwischen Transzendenz und Immanenz, Tokio 1973
- Jesuiten, Geschichte europäischer Philosophie, Tokio 1988
- Nietzsche über Religionsgeschichte, Tokio 1980
- Glaube im Kontext zur wissenschaftlichen Zivilisation, Tokio 1988
- The Role of the Graduate School in Today's Mass Society, Tokio 1989
- The Role of Culture in the Technological Society, Technology's Challenge for Mankind, Tokio 1990
- Die religiöse Situation zum Zeitpunkt des Umbruchs des Jahrhunderts, Wien Ende des 19. Jahrhunderts, Tokio 1990
- Der Mensch von Innen betrachtet, Tokio 1993.

### Zeitungsbeiträge
- Jaspers und das Christentum, (Tokio) 1958
- Wahrheit und Mythos, (Tokio) 1960
- Dialektik der Freiheit, (Tokio) 1961
- Vernunft und Existenz in der Spätphilosophie Schellings, (Tokio) 1965
- Institution und Utopie, Tetsugaku Zasshi (Tokio) 1971
- Hermeneutische Existenz und historische Wirklichkeit, Riso (Tokio) 1974
- Aporie des Glaubens und Fortschritt, Hito to kokudo (Tokio) 1976
- Das radikale Böse bei Kant, Gendai shiso (Tokio) 1994
- Philosophie und Glaube, Tetsugaku (Tokio) 1995
- Schelling a Christentum, Schelling nempo (Tokio) 1996.

### Übersetzungen
- Gijutsuron (Die Technik und die Kehre), Tokio 1965.

### Als Dozent an der Karls-Universität publiziert
- Problémy křesťanské filosofie v asijské perspektivě. In: Teologické texty, Jahrgang 15, Nr. 2, 2004, Seite 55–56,